# Liste des députés européens de Tchéquie de la 7e législature
 (mai 2021).
Si vous disposez d'ouvrages ou d'articles de référence ou si vous connaissez des sites web de qualité traitant du thème abordé ici, merci de compléter l'article en donnant les références utiles à sa vérifiabilité et en les liant à la section « Notes et références ».
Les députés européens de République tchèque 2009-2014 ont été élus à la suite des élections européennes de 2009 en République tchèque.

## Liste
| Nom               | Parti   | Groupe parlementaire européen |
| ----------------- | ------- | ----------------------------- |
| Jan Březina       | KDU–ČSL | PPE                           |
| Zuzana Brzobohatá | ČSSD    | S&D                           |
| Milan Cabrnoch    | ODS     | ECR                           |
| Andrea Češková    | ODS     | ECR                           |
| Robert Dušek      | ČSSD    | S&D                           |
| Richard Falbr     | ČSSD    | S&D                           |
| Hynek Fajmon      | ODS     | ECR                           |
| Jiří Havel        | ČSSD    | S&D                           |
| Jaromír Kohlíček  | KSČM    | GUE/NGL                       |
| Edvard Kožušník   | ODS     | ECR                           |
| Jiří Maštálka     | KSČM    | GUE/NGL                       |
| Miroslav Ouzký    | ODS     | ECR                           |
| Pavel Poc         | ČSSD    | S&D                           |
| Miloslav Ransdorf | KSČM    | GUE/NGL                       |
| Vladimír Remek    | KSČM    | GUE/NGL                       |
| Zuzana Roithová   | KDU–ČSL | PPE                           |
| Libor Rouček      | ČSSD    | S&D                           |
| Olga Sehnalová    | ČSSD    | S&D                           |
| Ivo Strejček      | ODS     | ECR                           |
| Evžen Tošenovský  | ODS     | ECR                           |
| Oldřich Vlasák    | ODS     | ECR                           |
| Jan Zahradil      | ODS     | ECR                           |